# タマニー・ホール

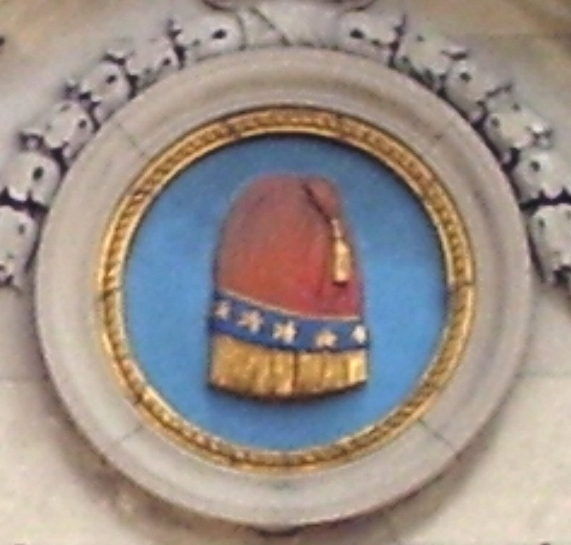
タマニー・ホールのエンブレム

タマニー・ホール（Tammany Hall）は、1790年代から1960年代にかけてに存在したアメリカ民主党の派閥、関連機関。慈善団体タマニー協会（Tammany Society、Society of St. Tammany、Sons of St. Tammany、Columbian Orderとも）を前身とし、19世紀初頭にはニューヨーク市議会における民主共和党勢力の中心として台頭するが、本部機能を有するホールが東14丁目に完成した1830年頃から民主党に合流。以後、当時拡大の一途を辿っていた移民居住地区を票田としながら、同市政を牛耳るマシーンにまで成長を遂げる。1854年のフェルナンド・ウッドから1932年のジョン・P・オブライエンに至るまで市長を輩出したほか、1928年には幹部でニューヨーク州知事のアル・スミスが民主党の大統領候補に選出され殷賑を極めた。
一方、買収および供応を含む移民に対する集票工作が政治腐敗を招き、1800年代半ばのウィリアム・M・トウィードが会長を務めていた時代には悪名を轟かせるなど、「タマニー・ホール」と言えば票の買収操作の代名詞となる。こうして20世紀に入ると市政改革運動や1934年の市長選で共和党及び民主党内の改革派が共同で擁立した候補（フィオレロ・ラガーディア）に敗北したのを契機に勢力が減退。1950年代にカルミネ・デサピオにより小規模ながら再興が成ったものの、1960年代にはエレノア・ルーズベルトやハーバート・レーマンら民主党内の反主流派によるニューヨーク民主党有権者委員会の内紛劇を経て活動を停止した。

## 歴史

### 1789年-1850年
タマニー・ホールの前身たるタマニー協会は、1772年にフィラデルフィアで結成された関連諸団体の一地方支部として、1789年5月12日、マンハッタンで家具職を営んでいたウィリアム・ムーニー を初代会長に据えニューヨークにて設立。タマニーの語源は植民地時代のデラウェアに居住していたアメリカ先住民レナペ族の首領タマネンド（セント・タマニー）に由来するものであるが、独立戦争時には独立を志向する愛国派グループの名に用いられて以来一般にも広まった。こうした事情から協会は先住民族の語や習慣までをも取り入れており、とりわけ本部のあるホールは「ウィグワム」（樹皮・獣皮などを張った先住民族の小屋の意）と呼ばれたほか、代表者は「サチェム」（アメリカ先住民族の首領の意）と称した。

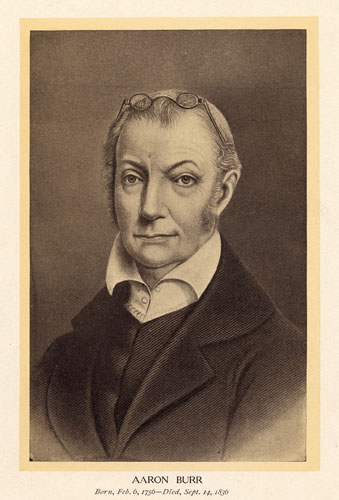
2代会長を務めたアーロン・バー

慈善団体として出発した協会も1798年までには政治色を帯び、非協会員のアーロン・バー が会長に就任したのを切っ掛けとして政治的マシーンに変貌し、市政では民主共和党の中心にまで登り詰める。バーは自身が副大統領に当選した1800年の大統領選で協会をフル活用したこともあり、協会が無ければ現職のジョン・アダムズが再選されていたであろうと言われている。民主共和党が解散した1829年以後は民主党に合流し市議会を牛耳るようになるが、この間協会の新たな本部が「タマニー・ホール」として東14丁目に完成。ホールの名が団体名として広く知られ始めたのはこの頃のことである。
1830年代には民主党内に反独占を標榜する分派ロコフォコスが誕生、労働者階級へのアピールを通じて協会への一大抵抗勢力となった。しかしその中にあっても、1830年代から1840年代を通じて、増え続ける移民の支持を以って政治的支配を一層強め、票田を確固たるものとしてゆく。なお、ニューヨークは1686年から1938年まで最小の行政区画として区（ward、現在のものとは異なることに注意）制を敷いていたが、これに合わせ区毎に移民の世話と集票と請け負うボスが叢生した。

### 移民の支持
前述の通りタマニー・ホールの支持基盤は増加する一方の移民にあり、しばしば援助と引き換えに政治的支援を確保していた。ニュー・ディール政策以前のアメリカにあっては、ホールを含む都市部のマシーンが提供する超法規的なサービスが事実上の社会福祉の役割を果たした。対象となる移民は多くが極貧層であった上、行政からの支援も十分とは言えなかったため、様々な面で援助を行った。まず、緊急時に備え食糧や石炭、金や仕事をはじめ、当面の生活手段を提供した。市民生活への関与の例としては、ジョージ・ワシントン・プランキットの逸話が挙げられる。彼は住宅火災の犠牲者救済や貧困家庭の家賃を肩代わりしたのみならず、支持者の葬儀や結婚式にまで足を運んでいたという。 
また、各種選挙に投票するにも国籍が必須なため、移民に対して帰化の支援を行うなど社会的統合を促した。違法紛いの手段ではあったが頻繁に行われたものとしては、ウィリアム・M・トウィード時代に設置された帰化委員会がある。この委員会では帰化に必要な料金を肩代わりするとともに保証人を確保し、場合によっては係員に圧力をかけてまで手続きを行わせていたとされる。

### トウィード・マシーン

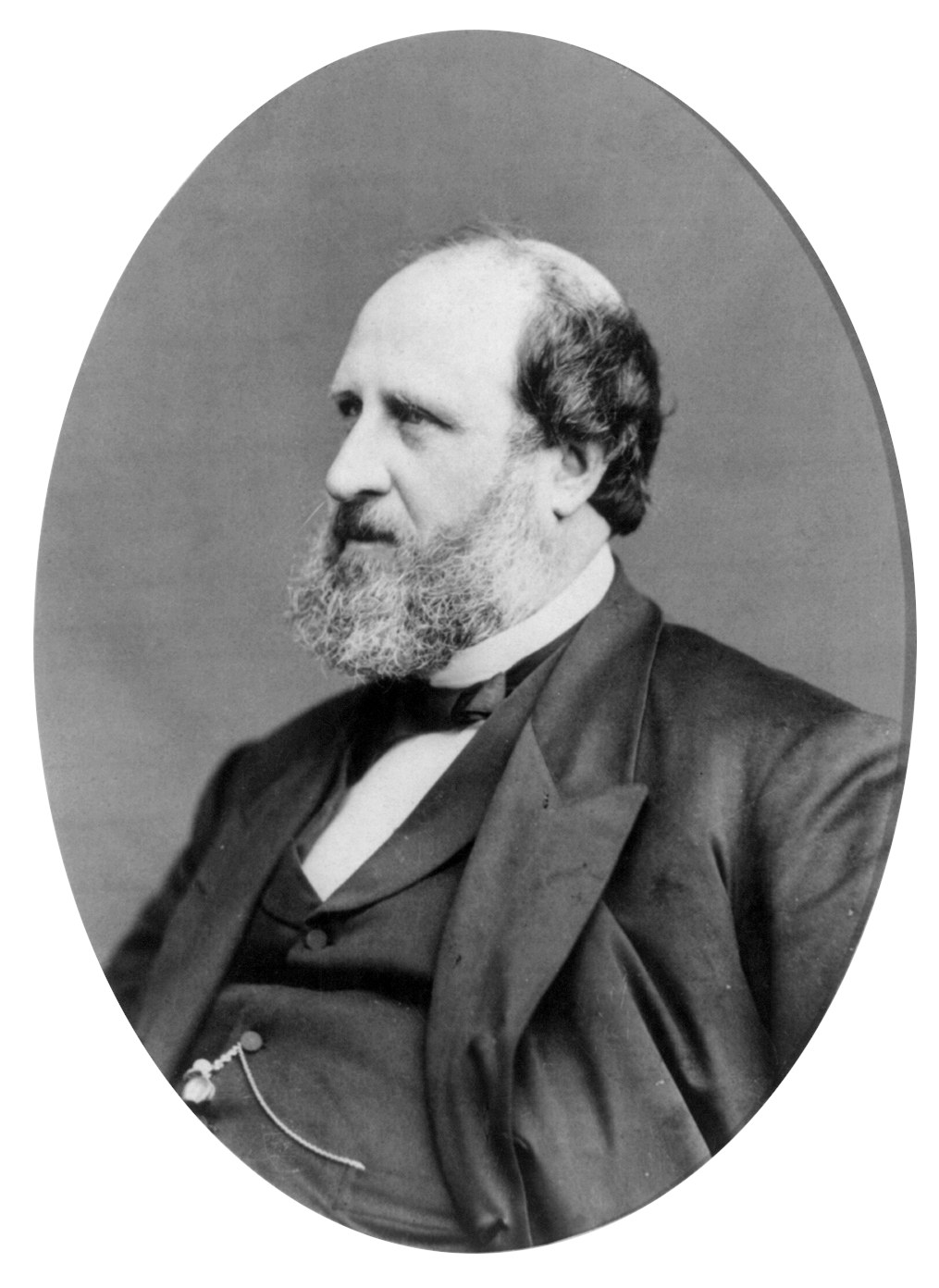
マシーン政治を展開した「ボス・トウィード」ことウィリアム・M・トウィード

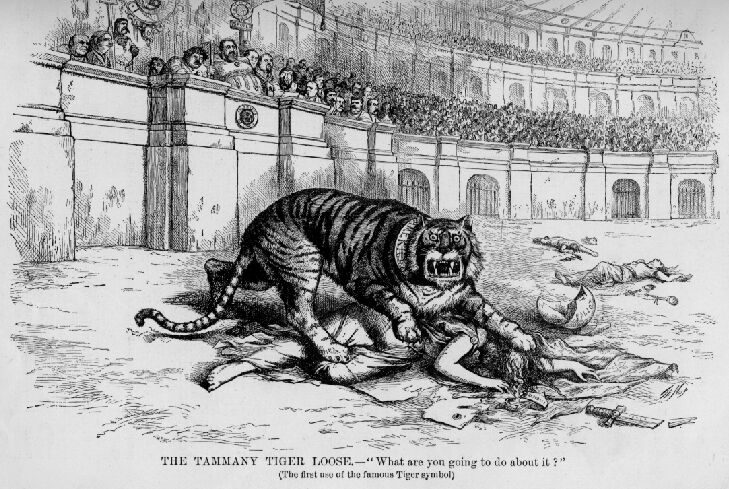
ハーパーズ・ウィークリーの風刺画（トーマス・ナスト作）
_{タマニー・ホールが民主主義を食い殺す虎として、またそれを皇帝（トウィード）が見守る様が描かれている}

19世紀後半までには、移民からの支持がニューヨーク市政において強大な力を発揮したのみならず、実業界や法の執行にも影響を及ぼすに至った。経営者が従業員に供応を行い、これと引き換えに支援（大概は民主党所属）候補への投票を呼び掛けるなど、いわゆる「企業ぐるみ選挙」が大々的に展開されたのはこの時代である。1854年には擁立候補が市長に初当選したが、これとて「ボス」およびその支持者による違法行為の賜物であった。中でもニューヨーク州上院議員となった「ボス・トウィード」ことウィリアム・M・トウィードが最も悪名高きボスとして知られる。なお、彼は1872年、同じく民主党知事のサミュエル・J・ティルデンによる改革運動の一環として除名処分が下ると、配偶者であるフランシス・I・A・ブールとともに収監され政治生命に終止符が打たれた。また、1892年には牧師チャールズ・ヘンリー・パークハーストがホールを告発したのを機に、大陪審による追及などが行われ、ために1894年の市長選では改革派の候補が当選した。

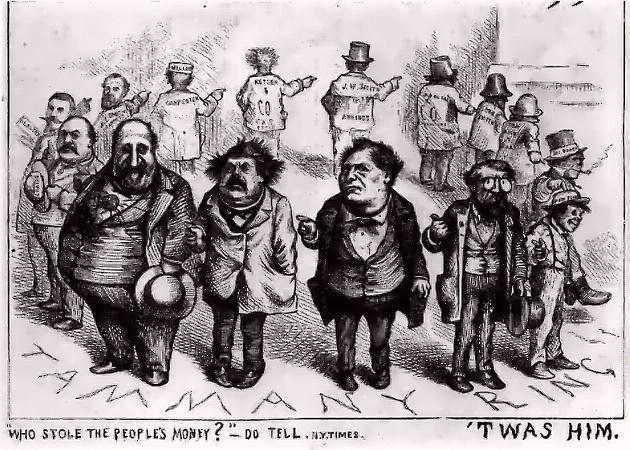
トーマス・ナストの風刺画「タマニーの輪」
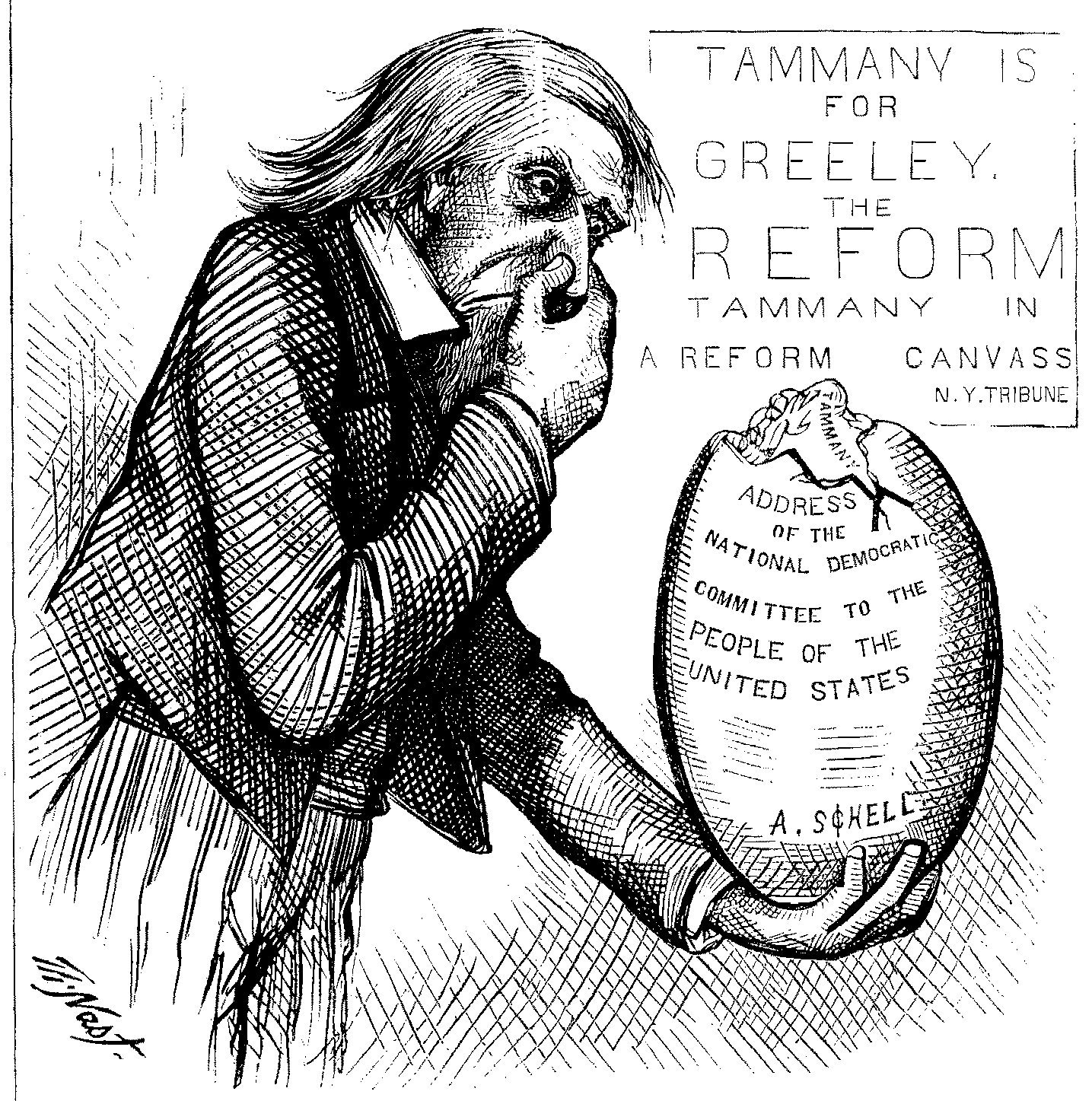
トーマス・ナストの風刺画「腐臭を放つタマニー」
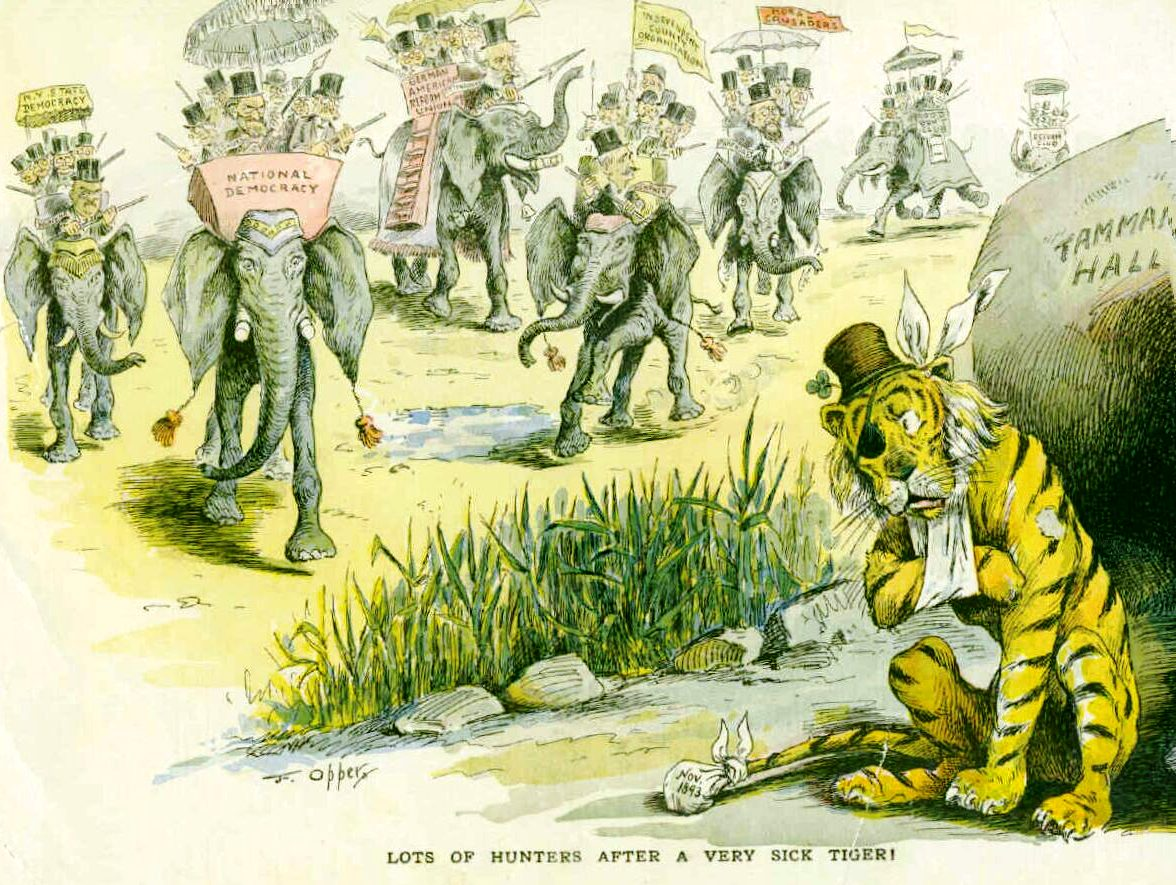
『パック』誌に掲載された風刺画。虎(タマニー)が多くの政敵に追い込まれているところを描いたもの（1893年、F・オッパー作）
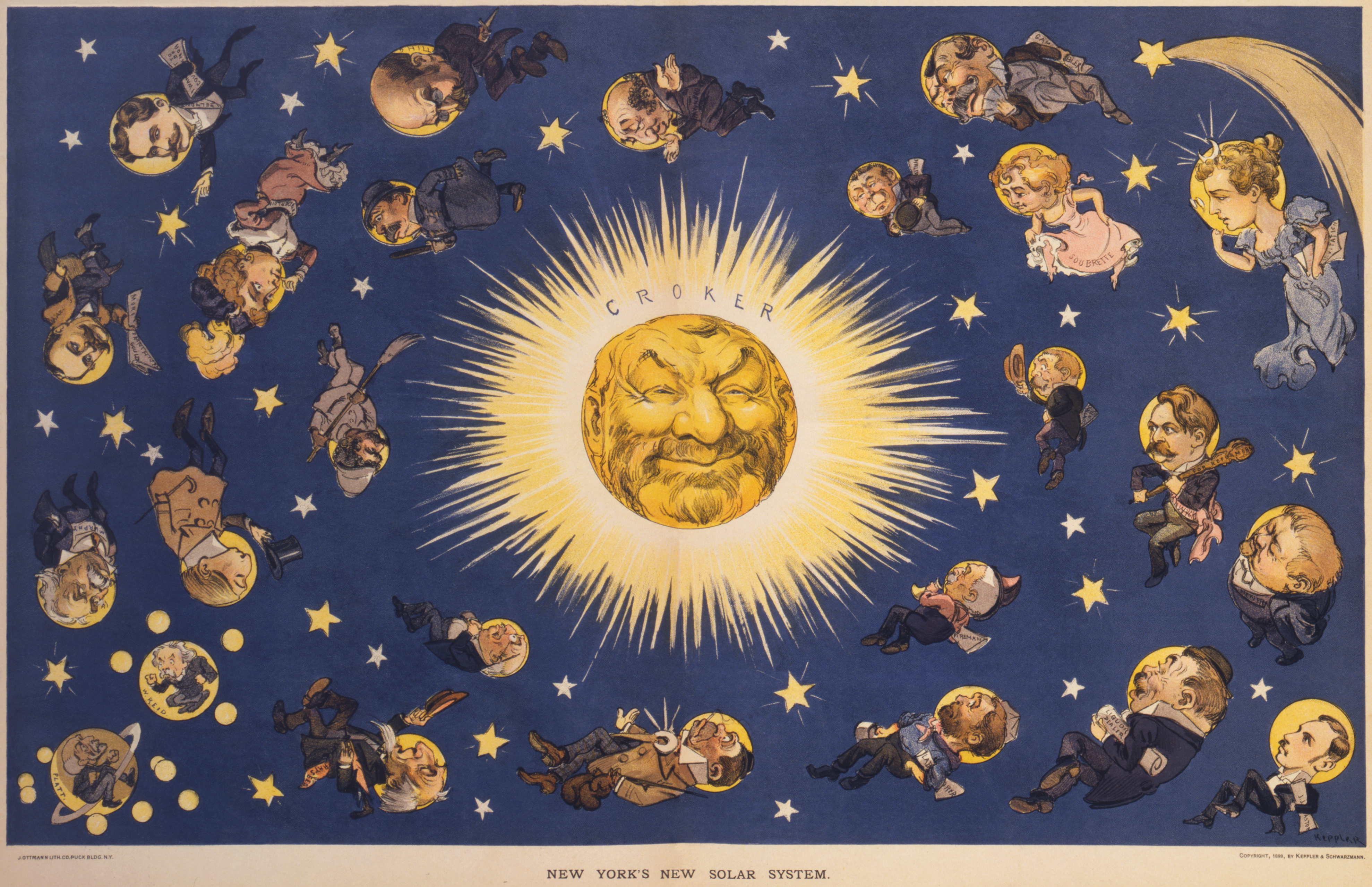
タマニー・ホール会長リチャード・クロッカーの周囲を配下の政治家が回遊している様子を描いた『パック』誌の風刺画（1899年）

### 1890年から解散まで

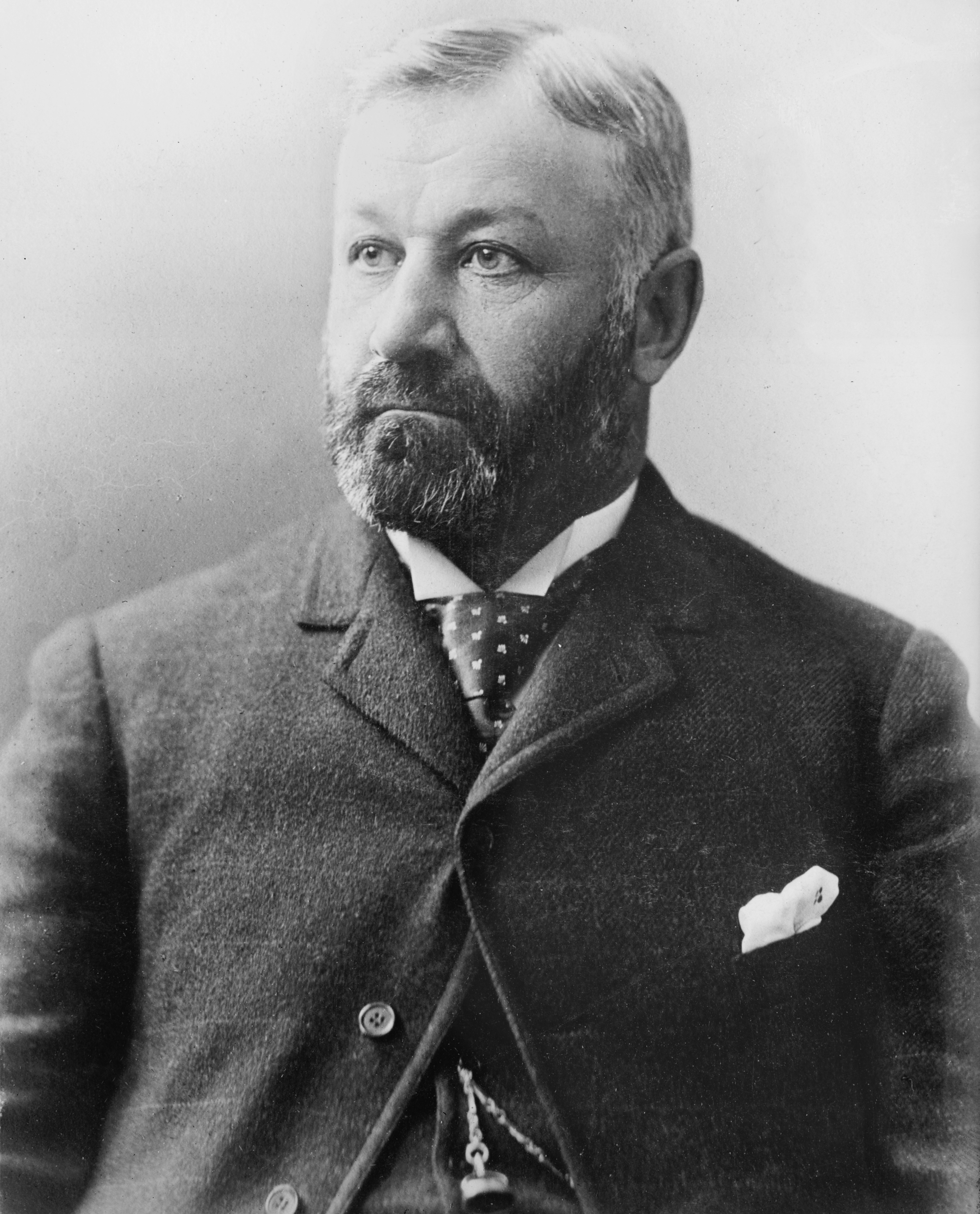
リチャード・クロッカー

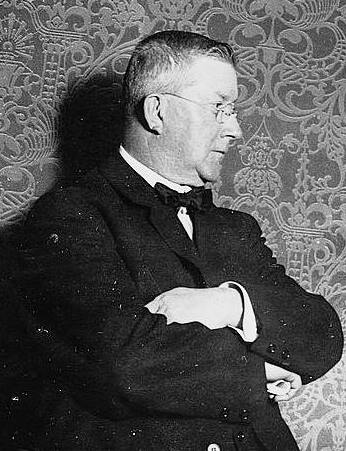
チャールズ・フランシス・マーフィー

タマニー・ホールは市はおろか州政にまで影響力を保っていたため、幾度かの逆風にもかかわらず生き延び、繁栄の限りを尽くした。1896年の市長選でウィリアム・ジェニングス・ブライアンが勝利し野党に回ったのを除けば、ジョン・ケリーやリチャード・クロッカー、チャールズ・フランシス・マーフィーおよびティモシー・サリヴァンらの下で民主党市政は安定期を迎える。
しかし1901年、反タマニー陣営が改革派の共和党候補セス・ロウを擁立し当選、一方ホールでは翌1902年から彼が1924年に死ぬまでマーフィーがボスを務めた。これに追い討ちをかけるかの如く、1932年にはマシーン政治に衝撃を与える2つの出来事が発生した。現職のジミー・ウォーカー市長が解任され、同じく民主党でも改革派寄りのフランクリン・デラノ・ルーズベルトが合衆国大統領に初当選を果たしたのである。ルーズベルトは当選早々、ホールに対する政府の支援を打ち切り（その分ニューディール政策関連の政府支出が増大したが）、翌1933年の市長選挙では共和党のフィオレロ・ラ・ガーディア候補を支持し、勝利に導く。ラ・ガーディアは従前の「改革派｣市長ですら成し得なかった手口でタマニー派を少数派に追い込んだのが奏功し、1937年、1941年の各市長選で当選を重ね、初めて反タマニー派が再選されることとなった。
それまで政府への口利きや雇用利権などで政治への影響力を行使してきたタマニー・ホールは、この間衰微の一途を辿った。公共事業促進局（WPA）や市民保全部隊（CCC）などのニューディール政策に伴う救済プログラムにより、連邦政府は雇用や公共事業の利権を各地のマシーンから取り上げたが、タマニー・ホールはかろうじてこれらを支持者の獲得やつなぎ止めに利用してきた。しかし1940年以降はこれらのプログラムも先細りとなり、存立基盤すら危ういものとなった。クリストファー・D・サリヴァン下院議員は崩壊に瀕したタマニー・ホールにおける最後の「ボス」の一人であった。その後も往時の勢いを取り戻すことが出来なかったものの、1950年代初頭に入ると、カルミネ・デサピオ会長の下で一定程度ではあるが勢力の回復がなされた。デサピオは1953年の市長選でロバート・ワグナー・ジュニアを、翌1954年の州知事選ではW・アヴェレル・ハリマンをそれぞれ当選させた。なお、1954年には州政府の司法長官のポストを巡って、特にフランクリン・デラノ・ルーズベルト・ジュニアほか対立陣営から組織的な妨害を受けている。
また、再興の裏でエレノア・ルーズベルトはこの時期、ハーバート・レーマンおよびトマス・フィンレターと組んで、タマニー・ホール内主流派を追い落とすべくニューヨーク民主党有権者委員会を結成した。1961年にはデサピオを会長の座から引き摺り下ろすことに成功したものの、かつては強力なマシーンを担ってきたホールも政治的影響力が急速に衰え、1960年代半ばに解散した。

## 歴代会長

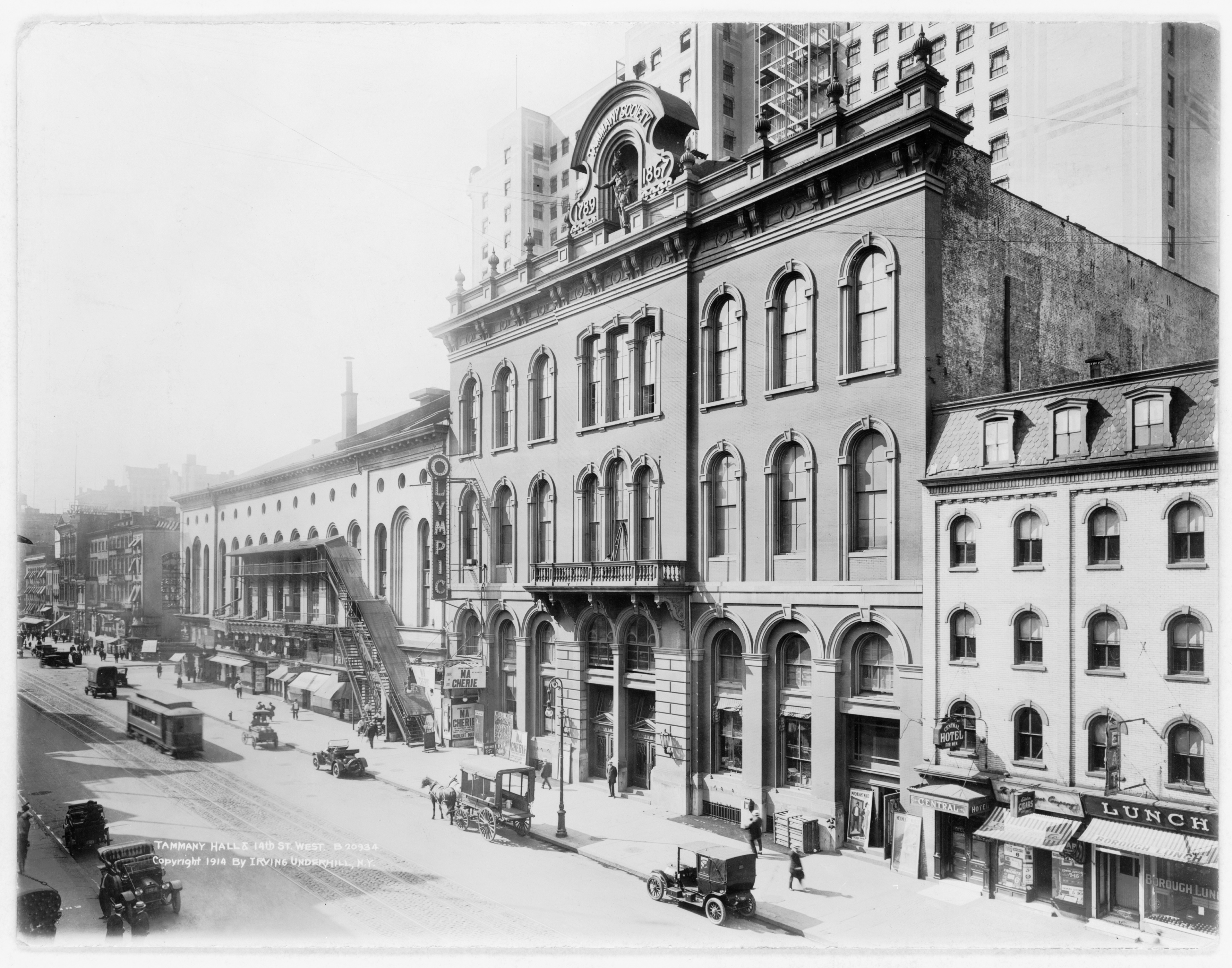
マンハッタン14丁目のタマニー・ホール（1914年）。1927年に取り壊された

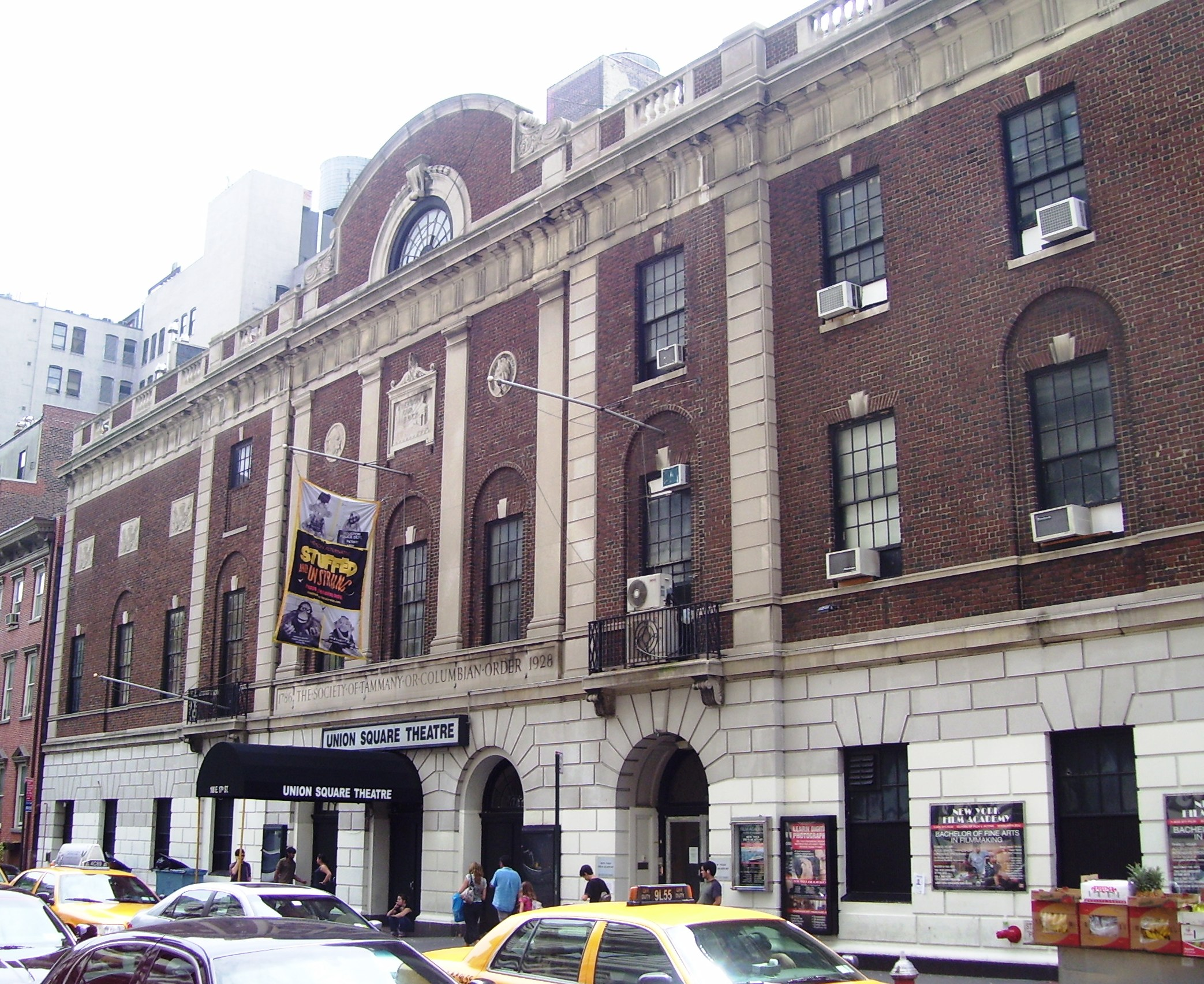
前タマニー・ホール本部ビル。現在は映画学校と劇場が立地している

- 1789-1797 – ウィリアム・ムーニー
- 1797–1804 – アーロン・バー
- 1804–1814 – テューニス・ウォートマン
- 1814–1817 – ジョージ・バックマスター
- 1817–1822 – ジェイコブ・バーカー
- 1822–1827 – スティーブン・アレン
- 1827–1828 – モーデカイ･マヌエル･ノア
- 1828–1835 – ウォルター･バウン
- 1835–1842 – アイザック･ヴェイリアン
- 1842–1848 – ロバート・モリス
- 1848–1850 – アイザック･ヴァンダーベック･ファウラー
- 1850–1856 – フェルナンド・ウッド
- 1857–1858 – アイザック･ヴァンダーベック･ファウラー
- 1858          – フェルナンド・ウッド
- 1858–1859 – ウィリアム・M・トウィード、アイザック･ヴァンダーベック･ファウラー
- 1859–1867 – ウィリアム・M・トウィード、リチャード・B・コノリー
- 1867–1871 – ウィリアム・M・トウィード
- 1872          – ジョン･ケリー、ジョン･モリッセイ
- 1872–1886 – ジョン・ケリー
- 1886–1902 – リチャード・クロッカー
- 1902          – ルーイス・ニクソン
- 1902          – チャールズ・フランシス・マーフィー、ダニエル･F･マクマホン、ルイス・ハッフェン
- 1902–1924 – チャールズ・フランシス・マーフィー
- 1924–1929 – ジョージ･ワシントン･オルヴァニー
- 1929–1934 – ジョン・F・カリー
- 1934–1937 – ジェイムズ・J・ドーリング
- 1937–1942 – クリストファー・D・サリヴァン
- 1942          – チャールズ・H・ハッセー
- 1942–1944 – マイケル・J・ケネディ
- 1944–1947 – エドワード・V・ラフリン
- 1947–1948 – フランク・J・サンプソン
- 1948–1949 – ヒューゴ・E・ロジャース
- 1949–1961 – カルミネ・デサピオ
- 1961-1964 – エドワード・N・コスティキャン
- 1964-1968 – J・レイモンド・ジョーンズ

## 建物
協会の設立当初はチャタムストリート（現パークストリート）にある宿屋の一室を非公式の選対本部として用いており、これをタマニアル・ホールと称した。1791年には協会及び合衆国の歴史に関する文物を一堂に集めた博物館を市庁舎の上階に開館したが、手狭になったため商業取引所へ移転した。しかし博物館は不成功に終わり、1795年協会は博物館との関係を絶った。
なお、協会の本部機能を担うタマニー・ホールは1830年、マンハッタンの3番街及び5番街に挟まれた14丁目に初めて建てられたが、元から政治家のクラブハウスとして用いられたわけではなかった。
タマニー・ホールは政治と娯楽が一体化した施設である。なぜなら協会が一室のみを確保し、残りはドイツの興行主であるドン・ブライアント一座に貸していたからだ。地階にはパントマイムや軽演劇が楽しめるフランス風のカフェがあったし、市場やバーも営業していた。こうした店はドン・ブライアント一座を除き午前7時から深夜まで開いていて、50セントという手頃な値段だったのも人気の秘訣だった
1927年には14丁目の建物を売却、跡地にはコン・エジソン社の新社屋が立地することになる。その後1929年に17丁目やユニオンスクエア付近に新館が完成した。1960年代に入りタマニー・ホール自体が解散すると、本部ビルは商業施設に転用され、現在はニューヨークフィルムアカデミーやユニオンスクエアシアターが入居する。